# Asfalt syryjski
Asfalt syryjski — substancja bitumiczna występująca w złożach naturalnych na brzegach Morza Martwego, stosuje się w grafice warsztatowej jako substancję kwasoodporną. Jest jednym ze składników werniksów graficznych. Jako proszek napylana jest w akwatincie, heliograwiurze i odprysku. Asfalt syryjski wykorzystany był także jako substancja światłoczuła w pierwszej fotografii wykonanej przez Josepha-Nicéphore'a Niépce.